# HD40536
HD40536 — хімічно пекулярна зоря спектрального класу A4, що має видиму зоряну величину в смузі V приблизно  5,0.
Вона  розташована на відстані близько 328,5 світлових років від Сонця.

## Фізичні характеристики
Зоря HD40536 обертається 
досить швидко 
навколо своєї осі. Проєкція її екваторіальної швидкості на промінь зору становить  Vsin(i)= 57км/сек.